# ناثان بي. سكوت
ناثان بي. سكوت (بالإنجليزية: Nathan B. Scott)‏ هو مصرفي وسياسي أمريكي، ولد في 18 ديسمبر 1842 في كاكير في الولايات المتحدة، وتوفي في 2 يناير 1924 في واشنطن العاصمة في الولايات المتحدة. حزبياً، نشط في الحزب الجمهوري. وقد انتخب عضو مجلس ولاية فيرجينيا الغربية وانتخب عضو مجلس الشيوخ الأمريكي.